# 伊予さつま

伊予さつま汁定食

伊予さつま（いよさつま）とは、愛媛県の魚と味噌を使った郷土料理。単に、「さつま」や佐妻汁などと呼ぶこともある。手間がかかるため、今日では家庭で作られることは少なくなり、専ら郷土料理店で出される料理となっている。
宇和島市内のほか松山市内でも目玉料理としている飲食店がある。また、手軽に作れるようパッケージ商品化されたものも土産品店や高速道路のサービスエリア売店で買い求めることができる。その他にも、既にご飯にかければ出来上がるような商品をスーパーマーケットで買い求めることもできる。

## 由来
その名のとおり、薩摩国から伝わったという通説のほか、南宇和郡の漁村に自然発生したという説、江戸時代にかつお漁民が考案したという説などがある。
愛媛県下各地でさまざまな種類があるが、大別すると、冷や汁系とさつま系があるとされ、冷や汁は魚の代わりにイリコを用い、他の具は入れないことが多く、薄味であるなどの特徴を持つことから、「さつま」の原始形と見られている。

## 備考
基本的には「さつま」とひらがな表記をするが、これに〔佐妻〕という字をあてたのは、昭和天皇である。

## 一般的な作り方
おろした魚をすりつぶし、軽く炙る。焼き味噌を作り、すりつぶした魚を加え、さらに焼く。それを煮だし汁でのばし、味を付けたこんにゃくやキュウリを混ぜ、あたたかいご飯（料理店では麦飯のこともある）の上にかけて食べる。薬味として好みにより、陳皮や刻みネギなどを散らす。
宇和島市ではこずな（アマダイ）を使う料理が最高とされる。家庭では、焼いた身をスリコギですりつぶし作られる。慣れてくるとスリコギの音で出来がわかり、見なくても判断できるようになる。昔はすりつぶすのは子どもの役割であったが、疲れた子どもが止めようとしても、大人はまだ出来上がっていないことがわかるので「まだまだ」という対応をする光景が日常的にあった。